# Rondeletia obscura
Rondeletia obscura là một loài thực vật có hoa trong họ Thiến thảo. Loài này được Borhidi & M.Fernández Zeq. miêu tả khoa học đầu tiên năm 1985.